# Théâtre des Nouveautés de Tarbes
Le Théâtre des Nouveautés de Tarbes est un théâtre à l'italienne situé à Tarbes.

## Historique
Héloïse Tillard éprise du célèbre ténor Jean-Marie Laborde, achète une parcelle de terrain pour 30 000 francs et conseillée par l’architecte G. Labat fait réaliser la construction d’un théâtre à l’architecture issue de la tradition lyrique italienne. Le bâtiment est inauguré en 1885 par le spectacle de La Périchole d'Offenbach. 
Dès 1886, face à la démesure grossière de ces débordements, le tribunal prend un arrêté de faillite au terme d’une courte saison de 5 mois. Le théâtre est vendu et utilisé à de multiples usages. Il abrite un magasin de tissus et sert fréquemment de salle de bals, jusqu’en 1912, date à laquelle il est rebaptisé Casino Eldorado puis devient en 1929 le Cinéma l’Impérial en référence à sa façade Second Empire. 
En 1945 il change à nouveau de main. Le théâtre devient une salle à tout faire. Il est attribué en gérance à une société d'exploitation cinématographique de Pau, qui va faire de la salle un cinéma classé X. Il fermera ses portes en 1980.
La ville de Tarbes rachète le bâtiment et entreprend sa rénovation. Cinq architectes travaillent durant un an pour lui redonner vie. Les travaux sont importants : une excavation est réalisée sous la scène pour construire des loges, des escaliers en béton remplacent les escaliers en bois, un ascenseur est installé pour rendre la salle accessible, un travail de décoration intérieure est réalisé dans le hall d'entrée, le foyer et dans la salle, la cage de scène a été dotée d’une machinerie moderne adapté aux nécessités actuelles. En 1982 c'est l'inauguration du Théâtre municipal de Tarbes, le TMT.

## Localisation
La théâtre est situé à Tarbes dans le quartier du centre-ville (canton de Tarbes 2), département des Hautes-Pyrénées en région Occitanie, sis rue Larrey.

## Fiche technique
Le Théâtre des Nouveautés de Tarbes, est un théâtre à l'italienne, comprenant une scène classique de 16 mètres de longueur et 10 de profondeur. La capacité de la salle est d’environ 588 places
La fosse d'orchestre et le parterre en forme de rampe permettent une visibilité et une acoustique parfaites. Les 3 balcons en encorbellement sont en forme de fer à cheval. 
La façade et la salle associent des pilastres, des colonnes, des mascarons, des guirlandes de fleurs, des frises grecques.
Le plafond en voûte de la salle de spectacle et la toiture ont été entièrement restaurés en 2009. Dès lors, c’est une fresque représentant Bacchus qui vient parfaire le plafond. 

## Galerie d'images

Sélection de vues du théâtre.
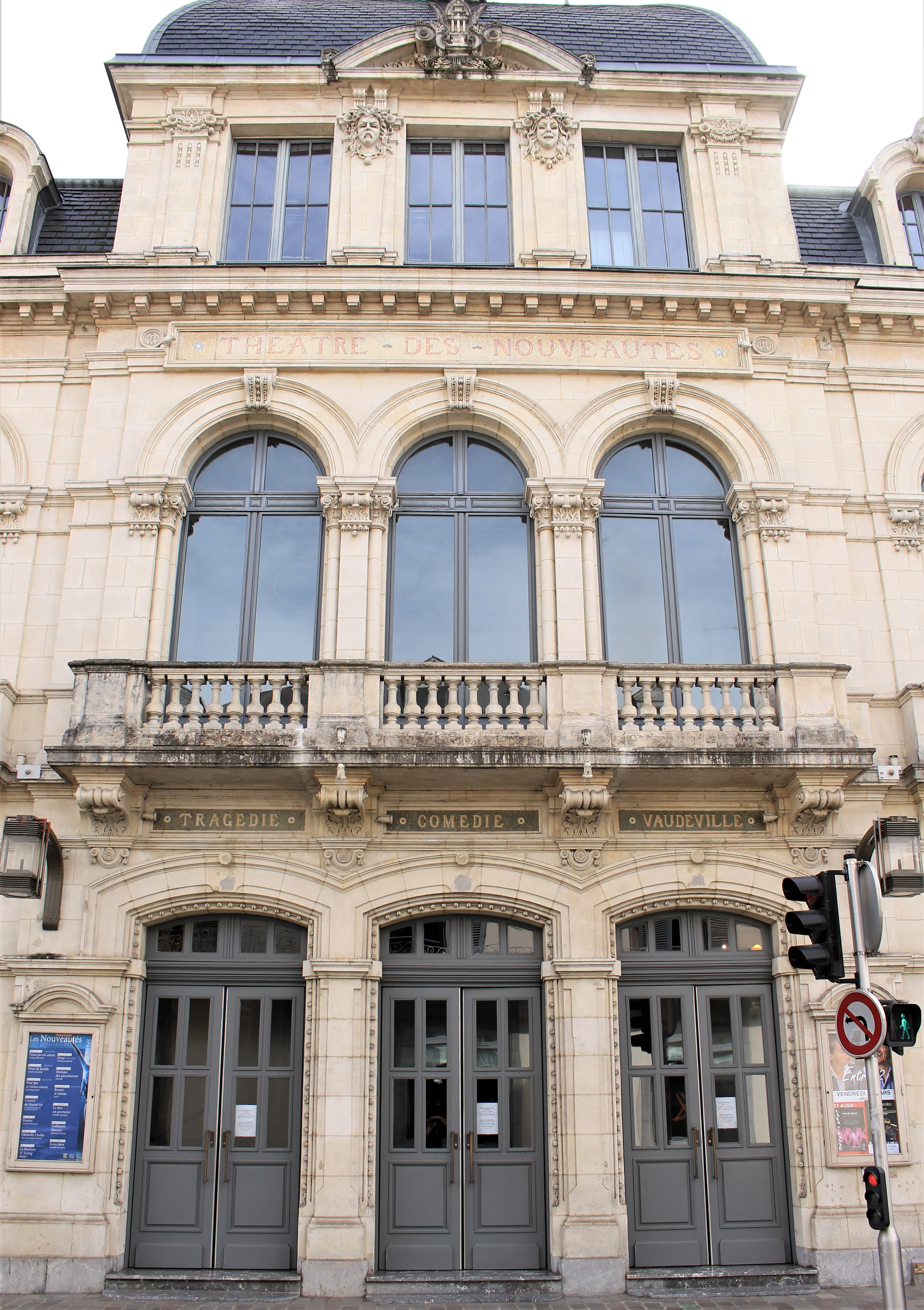
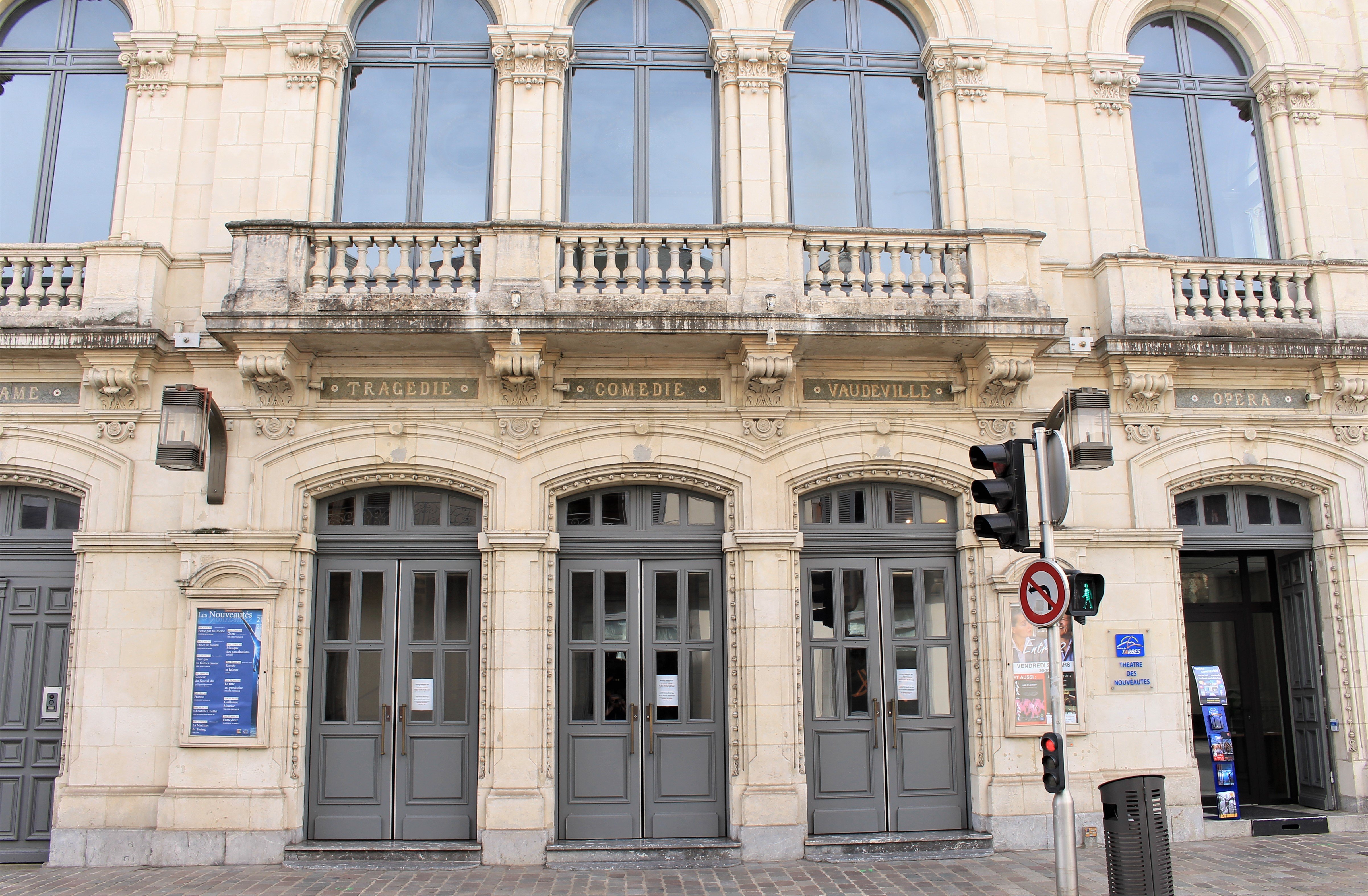
L'entrée principale.
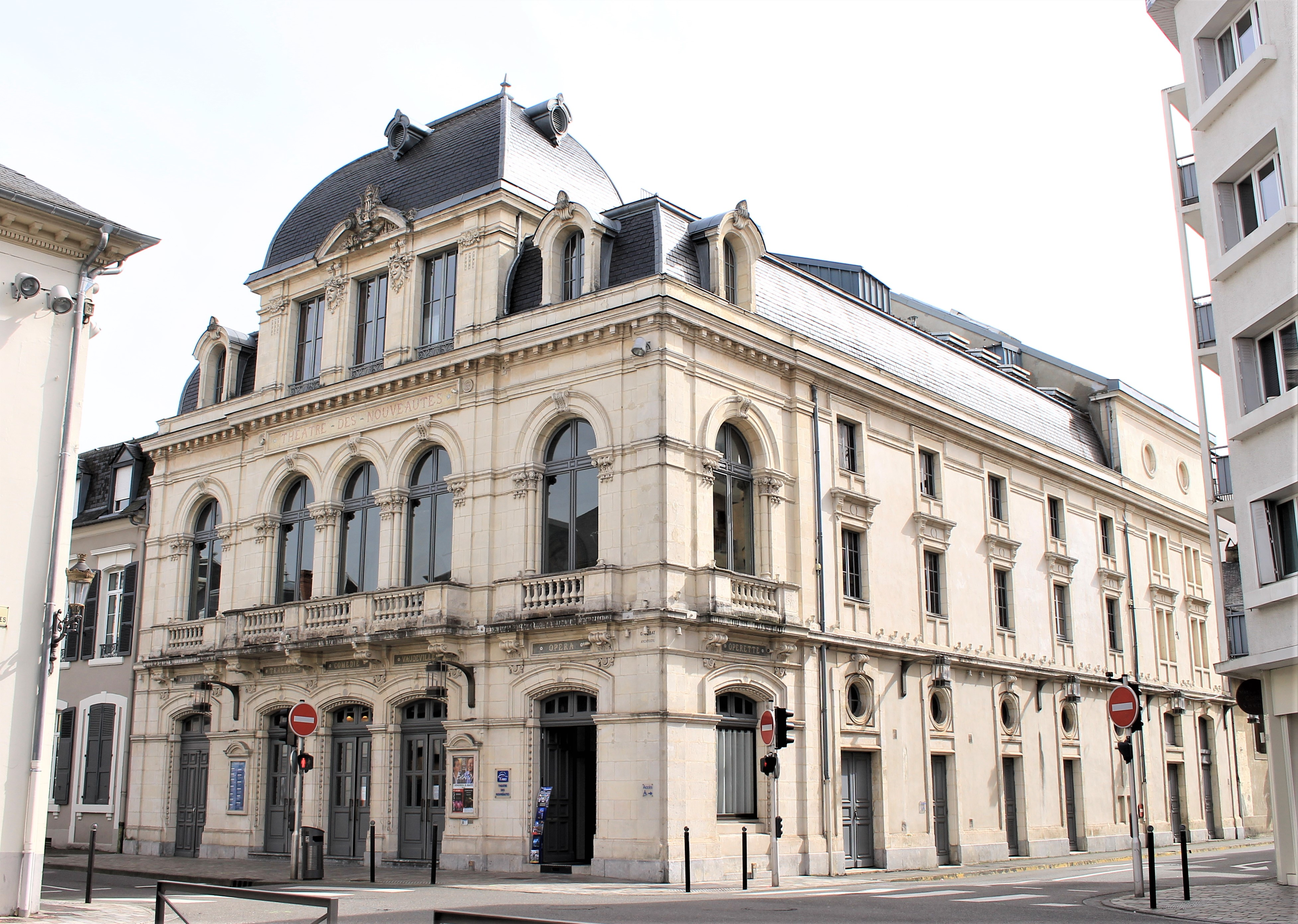